# Фомферра, Генрих
Генрих Фомферра (нем. Heinrich Fomferra; 19 ноября 1895, Шёнбек, Шлезвиг-Гольштейн — 31 мая 1979, Берлин) — немецкий коммунист, советский разведчик, антифашист, сотрудник ГРУ.

## Биография
Сын шахтера, образование получил в начальной школе, а затем работал в качестве добычка на кирпичном заводе. В 1912 году он стал членом СДПГ. С 1915 по 1918 год он был завербован на военную службу. В 1919 году он присоединился к НСДПГ. В 1920 году он участвовал в качестве бойца Красной армии Рура в путче Каппа. Затем он вступил в Коммунистическую рабочую партию Германии. За участие в боевых действиях в защиту демократии Фомферра был приговорён к полутора годам лишения свободы. После освобождения он работал на строительстве и плотником. В 1923 году он стал членом Коммунистической партии Германии (КПГ).
С 1925 года Фомферра руководил Союзом красных фронтовиков в эссенском Штоппенберге. В 1930 году он прошел курс в Военно-политической школе Коминтерна в Москве. Окончил партийную школу в Москве, преподавал на курсах Коминтерна, был секретарем окружного руководства КПГ в Эссене. Именно тогда он успешно выполнил первое в своей жизни разведывательное задание. Фомферра сформировал мощную организацию на заводах Круппа и поставлял ценную военно-техническую информацию, среди которой были чертежи нового крейсера. Но в организации нашелся предатель, и за Фомферрой началась охота. Тогда он был одним из сотрудников коммунистической партии. С 1932 по 1935 год он преподавал в Военно-политической академии в Москве. В 1935 году он стал сотрудником курьерской службы отдела международных связей Коминтерна.
В период Гражданской войны в Испании Фомферра в звании капитана воевал в 14-й Интернациональной бригаде и обучал партизан. В мае 1937 года он вернулся в Москву и обучался разведке в ГРУ.
В ноябре 1939 года он был отправлен в Венгрию, а затем в 1940 году в Словакию. Там он принимал участие в создании партизанских отрядов и их оперативном планировании. В феврале 1942 года он был арестован гестапо и был передан окружному суду Братиславы, приговорен к двенадцати годам тюрьмы. В 1944 году Фомферра был освобожден словацкими партизанами, затем он принял участие в национальном восстании Словакии. После этого он занимал пост политического комиссара партизанского отряда, а также короткий срок — временного министра внутренних дел Словакии.
В 1945 году он вернулся в Германию и до 1946 года руководил отделом кадров Бюро лесного хозяйства администрации провинции Бранденбург. В 1947 году он работал в УВД K 5. В ноябре 1949 года он был переведен в головной офис для защиты национальной экономики.
В 1950 году он был главой отдела данных и статистики министерства государственной безопасности (Штази) и в 1951 году руководитель секретариата министра Вильгельма Цайссера. В 1952 году он стал председателем комиссии партийного контроля СЕПГ в министерстве. В мае 1954 года был переведен на работу в пограничные войска.